# Monumento de Tannenberg

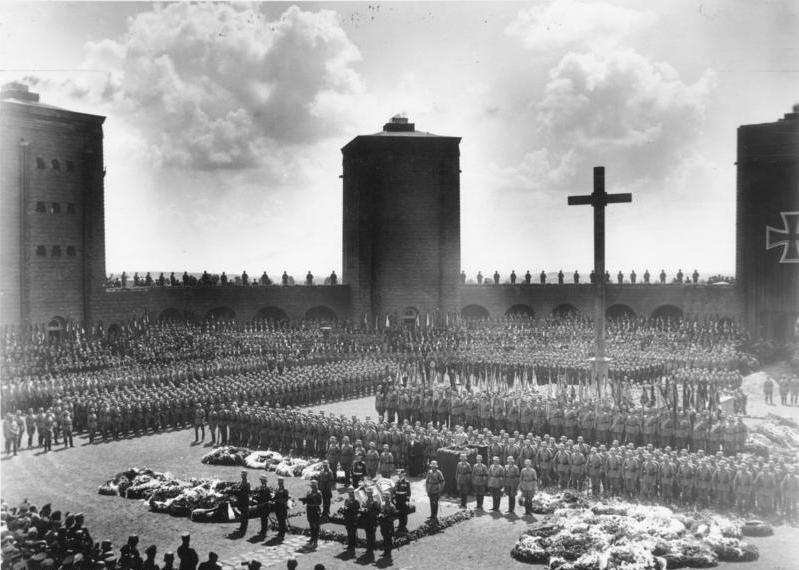
Vista del Memorial en 1934.

El Monumento de Tannenberg fue dedicado a los soldados alemanes caídos y fallecidos en la batalla de Tannenberg, ocurrida en la Primera Guerra Mundial en el Frente Oriental entre las fuerzas militares del Imperio alemán contra el Ejército del Imperio ruso. El comandante alemán victorioso Paul von Hindenburg, se convirtió en héroe nacional y más tarde fue elegido Presidente de Alemania (Reichspräsident).
Dedicado por el presidente Paul von Hindenburg a los soldados caídos en la batalla de Tannenberg, en su décimo aniversario en el año de 1924 cerca de Hohenstein, Prusia Oriental (ahora Olztynek, Polonia). La estructura fue financiada por donaciones y construida por los arquitectos alemanes Johannes y Walter Kruger de Berlín, finalizando en 1927. Fue inaugurado el 17 de septiembre de 1927, cuando Hindenburg tenía 80 años. Poseía una planta octagonal con ocho torres cada una de 67 pies (20 m.) de altura. Fue influenciado e inspirado por la fortaleza de Castel del Monte construida por Federico II Hohenstaufen y por el círculo megalítico de Stonehenge.
Cuando el presidente Hindenburg murió en 1934, su ataúd y el de su esposa, que había fallecido en 1921, fueron colocados allí por el gobierno de Adolf Hitler a pesar de sus deseos de ser enterrados en su parcela familiar en Hannover. Adolf Hitler ordenó que el monumento fuera rediseñado y rebautizado Reichsehrenmal Tannenberg. A medida que el Ejército Rojo se acercó en 1945, las tropas alemanas destruyeron el lugar y eliminaron los restos y las estructuras claves de la edificación que fueron parcialmente demolidas y trasladaron el cuerpo de Hindenburg al otro lado de Alemania. En la década de 1950, las autoridades polacas arrasaron el lugar, dejando pocos rastros de la edificación.

## Diseño

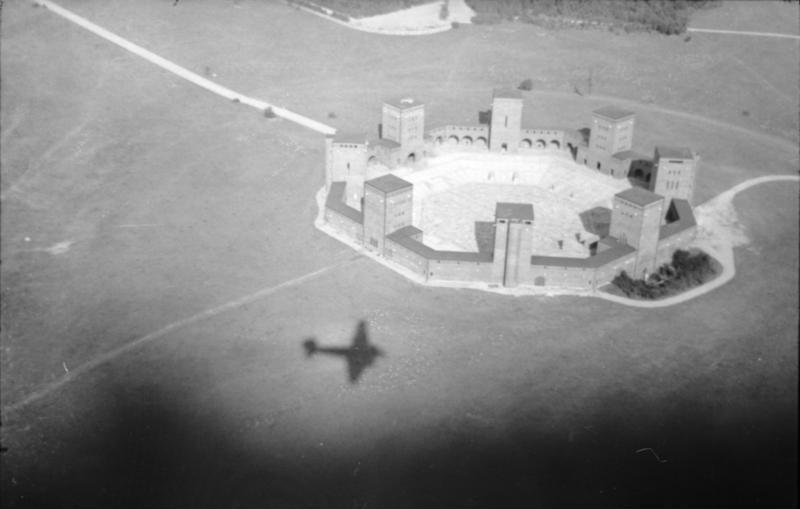
Vista aérea del monumento en 1944 en la que se aprecia su planta octogonal.

El monumento abrazó el concepto anglo-francés del soldado desconocido. Al hacer esto, los arquitectos alemanes previeron el concepto de una fortaleza para los muertos, una fosa común para los soldados. Este pensamiento se planteó en Alemania en las décadas del 20 y 30. Los arquitectos imaginaron el memorial para ser una nueva Comunidad de los muertos e incorporaron el entierro de 20 soldados alemanes desconocidos fallecidos en el Frente oriental en el concepto del proyecto.
El monumento fue construido en un lugar destacado, en una forma que recuerda los castillos de los caballeros teutónicos. La ubicación del monumento es una colina que se acentuó por movimientos de tierra masivos y paisajismo diseñado para que pareciese como si la naturaleza por sí sola hubiera dado forma al sitio. El diseño influyó en otros proyectos llevados a cabo por arquitectos y constructores de la época.

## Apertura y dedicación
En una ceremonia a la que asistieron miles de personas el 17 de septiembre de 1927, fue inaugurada por el presidente Hindenburg vestido con uniforme militar. Dio un discurso de corte nacionalista y en consonancia con la República de Weimar, pero el discurso no fue bien recibido internacionalmente, ya que negó la culpabilidad alemana en la Primera Guerra Mundial. Extractos del discurso pronunciado fueron instalados en una placa de bronce por el Régimen nazi en unas de las torres del monumento.

## Posada
Los arquitectos también construyeron una posada cercana al estilo prusiano oriental tradicional para albergar visitantes que en los primeros años no llenaron las expectativas. Posteriormente con el ascenso del Nazismo al poder, esto cambió la cantidad de público que asistía al monumento y tuvo que ser ampliada.

## La era nazi

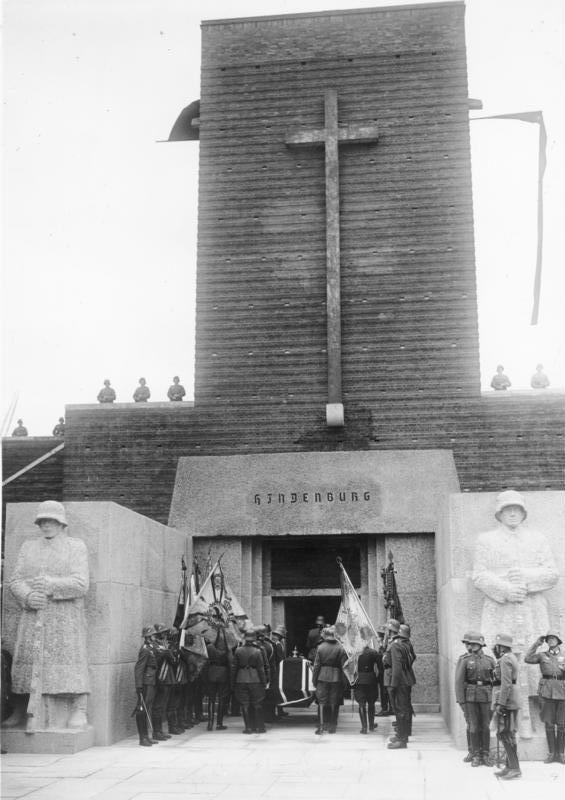
El mausoleo de Paul von Hindenburg en el interior del memorial en 1935.

En agosto de 1933, el Partido nazi realizó una manifestación masiva en el monumento para conmemorar el aniversario de la batalla. El gobierno polaco de la época permitió el paso de 1.500 coches en el tránsito del Corredor polaco. Entre los asistentes estaban Adolf Hitler, Hermann Göring, Franz von Papen y el gobernador Nazi de Prusia Oriental, Erich Koch.
Un año más tarde el monumento volvió a tener relevancia cuando el Presidente de Alemania Paul von Hindenburg falleció, y en contra de sus deseos (ya que había solicitado ser enterrado al lado de su esposa en Hannover) el régimen nazi decidió aprovechar la oportunidad para la propaganda y dio instrucciones a Albert Speer para organizar un funeral de Estado espectacular. Comenzó con el transporte del presidente fallecido en la oscuridad de la noche, en una cureña hacia Prusia Oriental. El cortejo fúnebre estaba acompañado por soldados de la infantería y caballería alemana con antorchas en el camino a Hohenstein hasta terminar en el memorial donde finalmente fue enterrado junto con su esposa.
Tras el entierro de Paul von Hindenburg, el monumento fue elevado por el Régimen nazi a "Monumento del Orgullo Alemán", único en su clase en toda la nación. El gobierno nazi lo convirtió en un lugar de peregrinación y le hizo algunas modificaciones a la estructura original como agregar un teatro, colocar una gran piedra simulando las piedras de Stonehenge donde se colocó el nombre del Mariscal de campo Paul von Hindenburg y se instalaron dos estatuas gigantes de soldados a la entrada de la cripta de Hindenburg, mientras los soldados desconocidos fueron enterrados en capillas laterales. El inicio de la Segunda Guerra Mundial frustró proyectos nazis para mejorar y ampliar el recinto con nuevas esculturas y monumentos, aunque se continuaron ejecutando ceremonias de propaganda militarista hasta mediados de 1944.

## Destrucción
El monumento fue demolido por orden del gobierno nazi en enero de 1945 debido al avance del Ejército Rojo sobre Prusia Oriental durante los últimos meses de la Segunda Guerra Mundial. En ese momento los restos de Hindenburg y su esposa fueron trasladados a un búnker primero y luego a una mina de sal en Turingia, hasta que fueron remitidos finalmente al castillo de Marburgo, al oeste de Alemania, en esta localidad los ataúdes fueron descubiertos por soldados Aliados y enterrados en la Iglesia de Santa Isabel (Marburgo). 
Las ruinas del monumento quedaron bajo ocupación militar de la Unión Soviética y luego se integraron al territorio de la República Popular de Polonia, cuyo gobierno ordenó reutilizar el material de construcción de las ruinas para edificios y monumentos varios en territorio polaco. El sitio fue "aprovechado" como fuente de granito, piedra y ladrillo hasta la década de 1980 quedando solamente algunos escombros cubiertos de maleza.

## Réplica
Se construyó una réplica por el arquitecto Dietrich Zlomke, nacido en Königsberg. Fue encargado de construir un monumento a los soldados alemanes y prusianos fallecidos en las guerras mundiales en Múnich.

## Enlaces
1. Reischserenmal Tanneberrg
2. Tannenberg Memorial en Inglés

- Datos: Q180973
- Multimedia: Tannenberg Memorial / Q180973